# Evolucijski argument protiv naturalizma
Evolucijski argument protiv naturalizma (ponekad skraćeno EAPN) je filozofski argument koji tvrdi da metafizički naturalizam spojen sa suvremenim evolucijskim prikazima porijekla ljudskog života je samo-pobijajuć. Iako C. S. Lewis je imao slične primjedbe, argument kakav je uobičajeno prikazan je prvi dao i najviše razvio Alvin Plantinga, suvremeni filozof religije i epistemologije sa sveučilišta Notre Dame.

## C.S. Lewis
Opću tvrdnju da naturalizam pobija vlastito opravdanje je bila argumentirana od strane C.S. Lewisa u trećem poglavlju njegove knjige Čuda. Ako je dano da "nijedna misao nije valjana ako može biti potpuno objašnjena kao rezultat iracionalnih uzroka" i pretpostavljajući da je evolucija jedan takav uzrok ("svaka teorija svemira koja čini ljudski um rezultatom iracionalnih uzroka je nedopustiva [a] naturalizam, kao što se općenito drži, upravo je teorija takve vrste"), Lewis zaključuje da, ako smo dobili putem evolucije naše kognitivne sposobnosti, tada bi naše misli bile "rezultat iracionalnih uzroka", što bi ih učinilo nepouzdanima. Stoga se naturalist izlaže opasnosti logičke samo-kontradikcije. Ovaj argument samo je površno sličan Plantinginom i ne bi se trebao smatrati njegovim sažetkom ili iskonskom verzijom.
Lewis je argumentirao vrlo slično u njegovim ostalim pisanjima. Na primjer, u "O životu u atomskom dobu" tvrdio je da "Samo kroz oslanjanje na naše vlastite umove smo mogli znati Prirodu samu. Ako se Priroda doima, kada je u potpunosti shvaćena, da nas uči (tj. ako nas znanost uči) da su naši vlastiti umovi nasumično uređeni atomi, tada bi same znanosti bile nasumično uređeni atomi i ne bi imali nikakav razlog da im vjerujemo.

## Plantingin argument
Plantingin argument pokušava pokazati da kombinirati naturalizam i evoluciju je samopobijajuće jer, pod tim pretpostavkama, vjerojatnost da ljudi imaju pouzdane kognitivne sposobnosti je niska ili nedostižna. Puna verzija argumenta je prvi put bila izdana u Warrant and Proper Function (1993). Nedavna i detaljnija rasprava se nalazi u Naturalism Defeated? (2002). Antologija uređena od Jamesa K. Belbya u kojoj Plantinga predstavlja blago promijenjeni oblik argumenta, 11 filozofa odgovaraju a Plantinga pobija njihove prigovore i kritike.
Plantinga slijedi svoj tok misli sve do Charlesa Darwina:
Plantinga definira:
- N kao naturalizam
- E kao vjerovanje da smo se mi kao ljudska bića razvili u skladu s evolucijskom teorijom
- R kao tvrdnja da su naše sposobnosti "pouzdane" gdje je, grubo rečeno, kognitivna sposobnost "pouzdana" ako je veliki opseg njezinog doprinosa istinit. On specifično daje primjer termometra koji je stao na 72 stupnja stavljen u okoliš koji se našao na 72 stupnja kao nešto što nije "pouzdano" u tom smislu[4]

i predlaže da je uvjetna vjerojatnost od R s obzirom na N i E tj. P(R|N&E) niska.
Plantingin argument počinje opažajem da naša vjerovanja imaju evolucijske posljedice samo ako utječu na ponašanje. Rečeno na drugačiji način, prirodni odabir direktno ne odabire za istinita vjerovanja nego radije za korisna ponašanja. Plantinga stavlja različite teorije interakcije uma i tijela u četiri kategorije:
1. Epifenomenalizam, gdje ponašanje nije uzrokovano vjerovanjima. "ako je ovakav način razmišljanja u pravu, vjerovanja bi bila nevidljiva evoluciji" stoga P(R/N&E) bi bila niska ili nedostižna.
2. Semantički epifenomenalizam, gdje vjerovanja imaju kauzalnu vezu s ponašanjem ali ne putem njihovog semantičkog sadržaja. Pod ovom teorijom vjerovanje bi bilo dugoročni neuronski događaj. Ipak, prema ovom pogledu P(R/N&E) bi bila niska jer semantički sadržaj vjerovanja bi bio nevidljiv prirodnom odabiru a njegov semantički sadržaj određuje istinosnu vrijednost.
3. Vjerovanja su kauzalno učinkovita u odnosu a ponašanje ali su maladaptivna u čijem slučaju P(R|N&E) bi bila niska jer bi se odabralo protiv R.
4. Vjerovanja su kauzalno učinkovita u odnosu na ponašanje i adaptivna su ali još uvijek mogu biti kriva. Budući da je ponašanje uzrokovano vjerovanjem i težnjom a težnja može voditi do lažnog vjerovanja prirodni odabir ne bi imao razloga da odabere istinita ali neadaptivna vjerovanja umjesto lažnih ali adaptivnih vjerovanja. Stoga P(R|N&E) u ovom slučaju bi isto bila niska. Plantinga ističe da bezbrojni vjerovanje-težnja parovi mogu biti uzrok za dano ponašanje npr. prehistorijskog hominida koji bježi od tigra:

Možda Pavao jako voli ideju da bude pojeden od tigra, ali kada vidi tigra uvijek bježi da pronađe bolji izgled jer misli da je malo vjerojatno da će ga tigar pojesti. To će staviti njegove tjelesne dijelove na pravo mjesto što se tiče preživljavanja bez mnogo uplitanja nečega putem istinitog vjerovanja…Ili možda misli da je tigar velika, prijazna, umiljata mica maca i želi ju podragati; ali isto vjeruje da je najbolji način da je podraga je da pobjegne od nje...Očito postoji bilo koji broj vjerovanje-sa-težnjom sistemima koje jednako prikladni za neko dano ponašanje.
Stoga, Plantinga kaže, vjerojatnost da su naši umovi pouzdano pod konjunkcijom filozofskog naturalizma i evolucije je niska ili nedostižna. Stoga tvrditi da je naturalistička evolucija istinita je isto kao tvrditi netko ima nisku ili nikakvu vjerojatnosti da bude u pravu. To, Plantinga kaže, epistemički poražava vjerovanje da je naturalistička evolucija istinita i da je pripisivanje istine naturalizmu i evoluciji interno upitno ili nekonzistentno.
Mora se naglasiti da Plantinga čini jasnim da ne napada teoriju evolucije koja samo stvara groznu samokontradikciju kada je spojena s filozofskim naturalizmom ali nije jednako nekonzistentna s teizmom. Teizam smije prihvatiti znanstveni opis evolucijskih procesa ali i dozvoliti prisutnost Boga koji je sposoban stvoriti svemir čiji fizikalna svojstva stvaraju pouzdana kognitivna svojstva iako je direktni fizikalni uzrok nevođen (vidi na primjer teističku evoluciju).